# 韓貴人 (北魏獻文帝)
韩贵人（？—？），中国南北朝时期北魏献文帝拓跋弘的嫔妃，封为贵人。
韩贵人於皇兴三年（469年）生赵郡灵王元干，皇兴四年（470年）生高阳文穆王元雍。韩贵人薨时，魏孝文帝念及元干孤稚，所以礼葬太妃韩氏，派遣侍御史假节监督料理丧事，赠彩八百匹，御驾前往丧礼临哭。元干和孝文帝都在太和二十三年（499年）去世，元雍死于北魏末年的河阴之变。